# Acanthosaura cardamomensis
Espèce
Acanthosaura cardamomensis est une espèce de sauriens de la famille des Agamidae.

## Répartition
Cette espèce se rencontre :
- sur l'île de Phú Quốc au Viêt Nam ;
- dans la chaîne des Cardamomes au Cambodge ;
- en Thaïlande.

## Étymologie
Son nom d'espèce, composé de cardamom et du suffixe latin -ensis, « qui vit dans, qui habite », lui a été donné en référence au lieu de sa découverte, la chaîne des Cardamomes dans le Sud-Ouest du Cambodge.

## Publication originale
- Wood, Grismer, Grismer, Neang, Chav & Holden, 2010 : A new cryptic species of Acanthosaura Gray, 1831 (Squamata: Agamidae) from Thailand and Cambodia. Zootaxa, no 2488, p. 22–38.